# 林慎一
林 慎一（はやし しんいち、1964年9月2日 - ）は、愛知県出身の競艇選手。登録番号3181。身長164cm。血液型AB型。55期。愛知支部所属。同期に古場輝義、長谷川巌、渡辺千草らがいる。通算優勝19回（優出124回、2009年11月9日現在）を数える。

## 来歴
- 1984年11月、デビュー。デビュー節で初勝利、初優出を果たした。
- 1988年、常滑競艇場での周年記念にG1初出場。
- 1990年1月23日、蒲郡競艇場での新鋭王座決定戦競走でG1初優出。
- 1997年3月15日、住之江競艇場での総理大臣杯競走にSG初出場。5月22日、笹川賞競走にも出場している。
- 2009年11月9日、常滑競艇場での「テレボートカップ」で通算1000勝達成。